# Première dame du Pérou

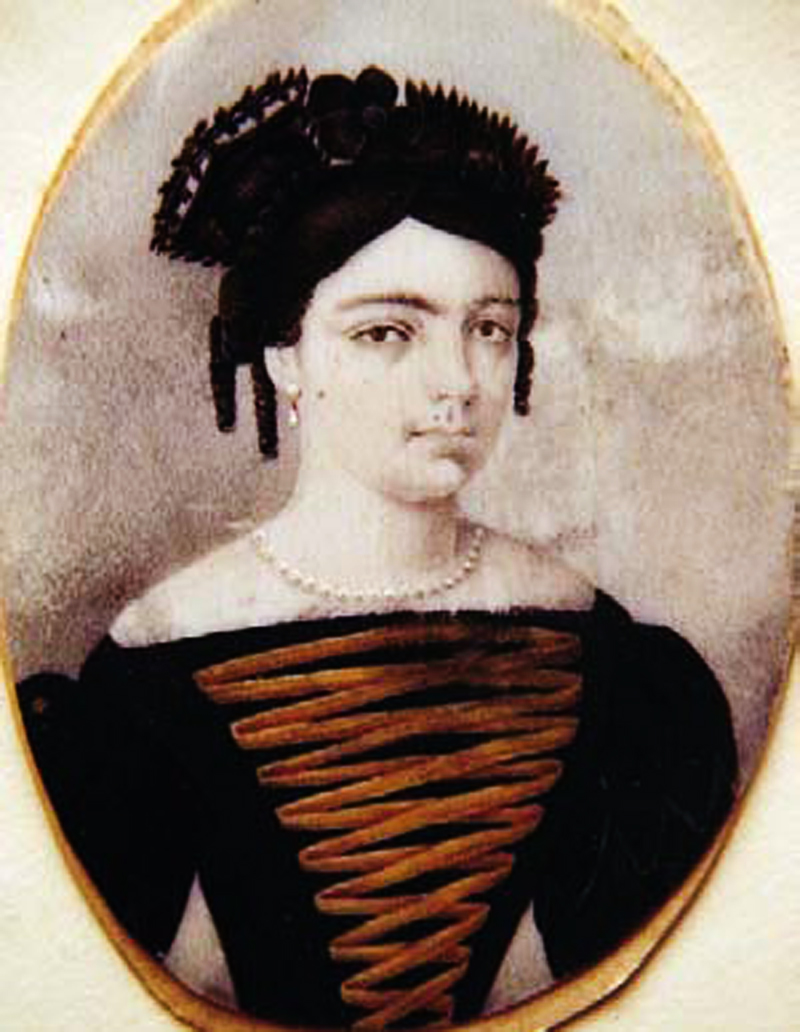
Francisca Zubiaga y Bernales (1803-1835) fut la Première dame du Pérou entre 1829 et 1833.

Le titre de Première dame du Pérou (Primera dama de Perú) est attribué à l'épouse du président du Pérou. 

## Liste des épouses des présidents du Pérou, depuis 1950
| Première dame                       | Président                  | Début | Fin      |
| ----------------------------------- | -------------------------- | ----- | -------- |
| María Delgado de Odría (es)         | Manuel A. Odría            | 1950  | 1956     |
| Clorinda Málaga de Prado            | Manuel Prado Ugarteche     | 1956  | 1962     |
| Eloisa Dolores Ferreyros Roldán     | Ricardo Pérez Godoy        | 1962  | 1963     |
| María Álvarez del Villar de Lindley | Nicolás Lindley            | 1963  | 1963     |
| Carola Aubry Bravo                  | Fernando Belaúnde Terry    | 1963  | 1968     |
| Consuelo Gonzáles Posada (es)       | Juan Velasco Alvarado      | 1968  | 1975     |
| Rosa Pedraglio (es)                 | Francisco Morales Bermúdez | 1975  | 1980     |
| Violeta Correa (es)                 | Fernando Belaúnde Terry    | 1980  | 1985     |
| Pilar Nores de García (en)          | Alan García                | 1985  | 1990     |
| Susana Higuchi                      | Alberto Fujimori           | 1990  | 1994     |
| Keiko Fujimori                      | Alberto Fujimori           | 1994  | 2000     |
| Nilda Jara (es)                     | Valentín Paniagua          | 2000  | 2001     |
| Eliane Karp                         | Alejandro Toledo           | 2001  | 2006     |
| Pilar Nores de García (en)          | Alan García                | 2006  | 2011     |
| Nadine Heredia                      | Ollanta Humala             | 2011  | 2016     |
| Nancy Lange (es)                    | Pedro Pablo Kuczynski      | 2016  | 2018     |
| Maribel Díaz Cabello                | Martín Vizcarra            | 2018  | 2020     |
| Mary Peña (en)                      | Manuel Merino              | 2020  | 2020     |
| -                                   | Francisco Sagasti          | 2020  | 2021     |
| Lilia Paredes (en)                  | Pedro Castillo             | 2021  | 2022     |
| -                                   | Dina Boluarte              | 2022  | en cours |

## Sources
- (en) Cet article est partiellement ou en totalité issu de l’article de Wikipédia en anglais intitulé « First Lady of Peru » (voir la liste des auteurs).